# Josef Šroubek
Temple de la renommée du hockey tchèque :
Josef Šroubek, dit Boban Šroubek, (2 décembre 1891-2 août 1964) était un joueur de hockey sur glace professionnel de Tchécoslovaquie médaillé olympique. Il est né et mort à Prague en Tchécoslovaquie. Il a également été joueur de football.

## Carrière
Il commence sa carrière avec le club de football de l'AC Sparta Prague en 1905. Par la suite, il jouera avec les clubs du SK Slavia Prague, FK Viktoria Žižkov puis du 1.FC Brno. Il joue également un match avec l'équipe nationale en 1921.
En parallèle de sa carrière de footballeur, il joue dès 1910 au hockey avec le club du ČSS Praha. Il évolue au sein de l'équipe de Bohême qui remporte le championnat d'Europe de 1911 guidés par le capitaine de l'équipe, Jaroslav Jarkovský, auteur de 9 buts. Šroubek inscrit 4 des buts de son équipe. Normalement, il aurait dû remporter l'édition suivante mais les résultats sont annulés en raison de tension et de défaut de qualification pour l'Autriche. Šroubek inscrit encore un but parmi les sept marqués par son équipe. En 1913, la Bohême finit à la seconde place du classement et il inscrit encore une fois 2 buts avec l'équipe nationale.
Il fait partie de l'équipe de Tchécoslovaquie qui remporte la médaille de bronze au tournoi de hockey en 1920 à Anvers. Il fait alors partie de la première équipe participant à une compétition officielle et perd contre les Falcons de Winnipeg représentants du Canada sur la marque de 15 buts à 0. Le second match est également soldé par une défaite de son pays avec une défaite 16-0 contre l'équipe des États-Unis. La première victoire de l'équipe vient contre les Suédois. La Tchécoslovaquie remporte le match 1 but à 0, but inscrit par Šroubek.
Il participe par la suite à différentes éditions du championnat d'Europe puis des Jeux olympiques. En club, il joue ensuite avec le AC Sparta Praha puis en 1924 avec le SK Slavia Praha.

## Statistiques en équipe nationale
Šroubek aura joué 40 matchs avec la Bohême et la Tchécoslovaquie et inscrit 18 buts au total. Il a participé aux compétitions suivantes :
| Année | Équipe          | Compétition             |  | PJ | B | A | Pts | Pun                               |  | Résultats |
| 1911  | Bohême          | Championnat d'Europe    |  | 4  |   |   |     | Médaille d'or                     |  |           |
| 1912  | Bohême          | Championnat d'Europe    |  | 1  |   |   |     | Médaille d'or (résultats annulés) |  |           |
| 1913  | Bohême          | Championnat d'Europe    |  | 2  |   |   |     | Médaille d'argent                 |  |           |
| 1920  | Tchécoslovaquie | Jeux olympiques d'été   |  | 1  |   |   |     | Médaille de bronze                |  |           |
| 1921  | Tchécoslovaquie | Championnat d'Europe    |  | 1  |   |   |     | Médaille d'argent                 |  |           |
| 1922  | Tchécoslovaquie | Championnat d'Europe    |  | 1  |   |   |     | Médaille d'or                     |  |           |
| 1923  | Tchécoslovaquie | Championnat d'Europe    |  | 2  |   |   |     | Médaille d'argent                 |  |           |
| 1924  | Tchécoslovaquie | Jeux olympiques d'hiver |  | 3  |   |   |     | Cinquième place                   |  |           |
| 1925  | Tchécoslovaquie | Championnat d'Europe    |  | 1  |   |   |     | Médaille d'or                     |  |           |
| 1926  | Tchécoslovaquie | Championnat d'Europe    |  | 0  |   |   |     | Médaille d'argent                 |  |           |
| 1927  | Tchécoslovaquie | Championnat d'Europe    |  | 2  |   |   |     | Cinquième place                   |  |           |
| 1928  | Tchécoslovaquie | Jeux olympiques d'hiver |  | 0  |   |   |     | Septième place                    |  |           |
| 1929  | Tchécoslovaquie | Championnat d'Europe    |  | 0  |   |   |     | Médaille d'or                     |  |           |